# Kokorouta
『kokorouta』（こころうた）は、アン・サリーの6枚目のアルバムである。初回限定版は、NHKみんなのうた「のびろのびろだいすきな木」映像を格納したCDエクストラ、紙ジャケット仕様である。

## 解説
アン・サリーが、子供たちに向けて制作したコンセプト・アルバムである。家族との暮らしの中から生まれたオリジナル6曲をはじめ、「椰子の実」から、「虹の彼方」、デューク・エリントンの「プレリュード・トゥ・ア・キス」といったジャズ・ナンバーまで全13曲を収録。

## 収録曲
| #         | タイトル                                     | 作詞                                         | 作曲                                         | 時間  |
| --------- | -------------------------------------------- | -------------------------------------------- | -------------------------------------------- | ----- |
| 1.        | 「虹の彼方に」(Over the Rainbow)             | エドガー・イップ・ハーバーグ                 | ハロルド・アーレン                           | 3:44  |
| 2.        | 「椰子の実」                                 | 島崎藤村                                     | 大中寅二                                     | 4:27  |
| 3.        | 「翼」                                       | 武満徹                                       | 武満徹                                       | 5:05  |
| 4.        | 「のびろのびろだいすきな木」                 | 加藤勇喜                                     | アン・サリー                                 | 3:47  |
| 5.        | 「はなのような人」                           | アン・サリー                                 | アン・サリー                                 | 3:00  |
| 6.        | 「そよかぜ」                                 | アン・サリー                                 | アン・サリー                                 | 3:25  |
| 7.        | 「おまえが生まれた日」                       | 高橋睦郎                                     | 和田誠                                       | 3:46  |
| 8.        | 「私の小さな夢」(Dream a Little Dream of Me) | ガス・カーン                                 | フェビアン・アンドレ、ウィルバー・シュワント | 3:21  |
| 9.        | 「キスへのプレリュード」(Prelude to a Kiss)  | アーヴィング・ゴードン、アーヴィング・ミルズ | デューク・エリントン                         | 4:13  |
| 10.       | 「手と手」                                   | アン・サリー                                 | アン・サリー                                 | 3:30  |
| 11.       | 「遠い日の子守唄」                           | アン・サリー                                 | アン・サリー                                 | 4:06  |
| 12.       | 「ナミノカナタ」                             | アン・サリー                                 | アン・サリー                                 | 6:44  |
| 13.       | 「トラヴェシア」(Travessia)                  | ミルトン・ナシメント                         | ジョージ・デヴィッド・ワイス                 | 5:14  |
| 合計時間: | 合計時間:                                    | 合計時間:                                    | 合計時間:                                    | 54:22 |

## 参加ミュージシャン
- アン・サリー - Vocal
- 笹子重治 - アコースティック・ギター
- フェビアン・レザ・パネ - ピアノ、キーボード
- 菰淵樹一郎 - ウッドベース
- スティーヴ・サックス - フルート
- 岡部洋一 - パーカッション
- PANCAKE
原田芳宏 - スティールパン
小畑和彦 - ギター
大塚雄一 - アコーディオン
- 三日月楽団
飯田玄彦 - トランペット
石原由里 - トロンボーン
井桁賢一 - チューバ
佐々木憲 - アコーディオン
渡辺拓実 - ベース
蓑宮俊介 - ドラムス

## リリース日一覧
| 地域 | リリース日    | レーベル        | 規格   | カタログ番号 | 備考         |
| ---- | ------------- | --------------- | ------ | ------------ | ------------ |
| 日本 | 2007年7月18日 | VideoArts Music | 12cmCD | VACM-1312    | 紙ジャケット |

## タイアップ
| 曲順 | 曲名                         | タイアップ                                    |
| ---- | ---------------------------- | --------------------------------------------- |
| 4    | 「のびろのびろだいすきな木」 | NHK「NHKハート展」テーマソング                |
| 4    | 「のびろのびろだいすきな木」 | NHK教育「みんなのうた」2007年6-7月放送 使用曲 |